# Siikasaari (ö i Finland, Södra Savolax, Nyslott, lat 62,21, long 28,29)
Siikasaari är en ö i Finland. Den ligger i sjön Haukivesi och i kommunen Rantasalmi i den ekonomiska regionen  Nyslotts ekonomiska region  och landskapet Södra Savolax, i den sydöstra delen av landet, 290 km nordost om huvudstaden Helsingfors. Öns area är 3,7 hektar och dess största längd är 360 meter i sydöst-nordvästlig riktning.